# Копірайтинг
Копірай́тинг (англ. copywriting — це сполучення слів «copy» — рукопис, текстовий матеріал та «writing» — написання) — професійна діяльність, написання рекламних і презентаційних текстів (реклама (пряма або прихована) товару, компанії, послуги тощо).
Термін «copywriting» навіть в англійській мові ще є неологізмом, його важко знайти в тлумачних словниках.
Спеціаліста, який професійно займається копірайтингом (тобто написанням статей —  слоганів, текстових креативів), називають копірайтером (copywriter). Назва цієї професії має ще одне трактування — «письменник рекламних і агітаційних текстів» (а writer of advertising or publicity copy).

## Історія
Точної дати виникнення копірайтингу, як і загальноприйнятого означення цієї діяльності, не існує. Очевидно, що він завжди був тісно пов'язаний з рекламною діяльністю. А перші глашатаї, які, для популяризації свого товару на ринку, стали використовувати влучні вислови, з'явилися ще до нашої ери.
Після того, як у середині XV століття німецький винахідник Йоганн Гутенберг створив друкарський верстат, копірайтинг набув більш вираженого характеру. З'явилася перша примітивна друкована піар-продукція: рекламні оголошення в газетах, буклети.
Наступний етап розвитку копірайтингу — поява кольорових журналів у XVIII столітті. Потенційних споживачів цієї продукції приваблювали яскраві ілюстрації і короткі змістовні підписи під ними — перші слогани.
Нове відгалуження копірайтингу з'явилося на початку ХХ століття завдяки винаходу радіо, яке згодом стало потужною зброєю реклами. На вимогу часу з'явилися агентства, які надавали послуги зі створення рекламних текстів. Відомі імена перших видатних копірайтерів: Раймонд Рубікам (1882–1978), Девід Огілві (1911–1999), Роберт Блай (народ. 1926), Вільям Бернбах (1911-1982). Вважається, що саме слово «копірайтинг» з'явилося в США наприкінці вісімдесятих років минулого століття. В одному з рекламних агентств вперше було введено посаду копірайтера, фахівця зі створення слоганів.
На теренах СРСР першим видатним майстром копірайтингу можна вважати поета В. В. Маяковського. Він створював гасла, тексти для більшості вітчизняних підприємств, рекламував не лише марку або бренд, техніку — пароплави, трамваї, а навіть міри ваги — грами, кілограми тощо. Це був досить грамотний і ефективний копірайтинг, який влучно потрапляв у ціль. Багато хто і зараз намагається наслідувати стиль Володимира Маяковського

## Сучасний період
Справжній розквіт реклами (відповідно — і копірайтингу) почався з появою телебачення. Тільки згодом гідним конкурентом рекламного телепростору став Інтернет, який привів до створення мережевого копірайтингу. Його історія нараховує близько 10 років. Розширюється значення слова. Зараз копірайтингом називають написання будь-яких авторських текстів для вебсайтів на відміну від рерайтингу (перефразування існуючого авторського матеріалу). Це може бути реклама сайтів, опис країн або міст, цінна пізнавальна інформація тощо.
Залежно від цілей виділяють такі види копірайтингу:
- SEO-копірайтинг– текст, написаний для пошукової оптимізації сайту. До нього пред'являють особливі вимоги: обов'язкова присутність певної кількості ключових слів, словосполучень. Іноді замовники висувають умови вживати їх у прямому входженні, тобто не можна змінювати закінчення, порядок слів. Такі тексти пишуть, насамперед, для пошукових машин Інтернету. Надмірне насичення ключовими словами часто погіршує змістовну якість текстів.
- PR- або рекламний копірайтинг. Його основне призначення: реклама товару або послуги. Стаття повинна переконати користувача у тому, що йому необхідно скористатися певною послугою або придбати розрекламований товар. Залежно від цілей, виділяють pr-копірайтинг прямого відгуку та іміджевий. Вони, до речі, можуть співіснувати в одному тексті. Перший (direct-response копірайтинг) покликаний спонукати читача зробити покупку тут і зараз. Ціль іміджевого копірайтингу — закріпити в сприйнятті потенційного споживача позитивний образ торговельної марки, компанії, фахових послуг.
- Інформаційне наповнення сайтів (контент). Якісний контент забезпечує web-ресурсу вигідні позиції в пошуковій видачі, впливає на позитивне ставлення користувачів до сайту.

## Формули успішного копірайтингу
Мета будь-якого копірайтингу — викликати в потенційного клієнта послідовність емоцій, відчуттів і переживань, що у результаті призведуть до бажання стати споживачем певної продукції. Багато фахівців намагалися створити універсальні покрокові «формули успіху», не залежні від того, на яку цільову аудиторію розрахований рекламний текст. Найвідоміша і найдавніша з них — AIDA (від слів attention (увага), interest (інтерес), desire (бажання), action (дія), запропонована американським рекламістом Елмером Левісом ще в 1896 р. Тобто ідеальний текст повинен викликати спочатку увагу, потім — інтерес, бажання і нарешті — дію. Модифікацією моделі AIDA стала формула AIDMA, до якої увійшов п'ятий компонент — мотивація (motive). Існують також інші формули:
- ACCA;
- DIBABA;
- DAGMAR;
- VIPS;
- «Ухвалення»[4];
- PPP;
- QUEST;
- КЧК тощо[5].

## Копірайтинг як професія
Копірайтинг сприймається у суспільстві як вид рекламної журналістики. Спеціальних факультетів, що готують фахових копірайтерів, досі не існує. Навичками цієї професії оволодівають в процесі роботи. Запорукою професійного успіху можна вважати освіченість, володіння основними законами журналістики, реклами, маркетингу.
Займатися копірайтингом може незалежний фахівець (фрилансер) або співробітник рекламного агентства, фірми, що спеціалізується на зв'язках з громадськістю, рекламного відділу крупної організації, мас медіа. Зв'язок між замовниками і копірайтерами-фрилансерами здійснюється безпосередньо на професійних форумах або через біржі фрилансу і біржі текстового контенту (так звані біржі копірайтингу).
Копірайтер — людина з творчою натурою, здатна складати оригінальні тексти, музичні заставки та крупніші твори різного стилю, змісту та метражу. Багато копірайтерів мають досвід написання сценаріїв. Обов'язки копірайтера можна порівняти з обов'язками кореспондента: до них належать, зокрема, написання статей рекламного характеру. Також копірайтер бере участь в розробці іміджу фірми, включаючи назву, слоган, рекламні матеріали. Копірайтер повинен орієнтуватися в галузі авторських прав на музичні й літературні твори.
Зазвичай, творча група рекламістів, що працює над проектом, складається з копірайтера і редактора (дизайнера, художника). Мета копірайтера — створити рекламу, що принесла б рекламодавцеві максимальний прибуток. Кожен копірайтер, крім створення рекламного тексту, повинен піклуватися і про його просування. Створення і розширення клієнтської бази — теж завдання копірайтера. Важливий момент — уміння спілкуватися з клієнтами, нерідко дуже вередливими. До того ж, постійно переконувати їх в ефективності свого творіння, щоб клієнт дійсно бажав вкласти гроші в рекламований товар. Щоб стати кваліфікованим копірайтером, потрібно багато знати: маркетинг, поведінку споживача, теорію продажів, закони зорового сприйняття, комп'ютерні програми і багато іншого. Також слід мати жваве перо, уяву та інтуїцію.

## Цікаві факти
Часто плутають два слова: копірайт і копірайтинг, попри подібне написання, вони мають різні значення. Копірайт — це авторське право, значок ©. А копірайтинг — комерційні тексти.